# アン・マニー (アラバマ州)
アン・マニー（Anne Manie）は、アメリカ合衆国のアラバマ州ウィルコックス郡にある非法人地域。

## 地形
アッカーヴィルは、北緯32度03分11秒 西経87度34分15秒 / 北緯32.05292度 西経87.57083度座標: 北緯32度03分11秒 西経87度34分15秒 / 北緯32.05292度 西経87.57083度に位置しており、海抜は112フィート (34 m)。